# 소수서원 관련 고문서
소수서원 관련 고문서(紹修書院 關聯 古文書)는 대구광역시 달서구 계명대학교 도서관에 있는 조선시대의 고문서이다. 2019년 1월 30일 대구광역시의 유형문화재 제87호로 지정되었다.

## 개요
경북 영주시 소재 소수서원은 조선 최초의 사액서원으로 국가적인 지원으로 토지와 노비, 서적을 지급받을 수 있었다. 초창기에 제정한 원규(院規)에 규정된 서원의 기능은 제사를 경건히 봉행할 것(謹祀), 어진 이를 예우할 것(禮賢), 사당을 잘 보수할 것(修宇), 물자를 비축할 것(備廩), 서책을 점검할 것(點書)이다. 이런 기능을 수행하기 위해 여러 활동을 하였고, 그 관련 기록도 남겼는데 계명대학교에는 그 가운데 물자를 비축할 것(備廩), 서책을 점검할 것(點書)과 관련된 문서 3종인 전답안(田畓案) 1책, 노비안(奴婢案) 3책, 서책록(書冊錄) 2책이 소장되어 있다. 소수서원은 사액서원으로서 재산소유와 경영에 관한 서류 및 서적은 관할인 풍기군 혹은 순흥부의 확인과 점검을 받아야 했다. 따라서 전답안과 노비안은 면마다 관인이 날인되어 있고, 말미에 관인과 부사의 서압(署押)이 있는 것으로 미루어 관아에서 사액서원의 재정현황에 대해 정기적으로 관리하고 감독한 사실을 볼 수 있다. 노비안과 전답안은 소수서원의 운영과 재정상태를 파악할 수 있는 중요한 자료이며, 사회사 및 노비사 연구에도 필수불가결의 자료이다. 서원에서 수장하고 있던 서적은 거의 흩어져 없어지고 서목(書目)을 통해서만 서적의 규모를 알 수 있는데 이들 서책록 2책은 소수서원 장서와 관리 실태를 연구하는데 중요한 자료이다.

## 참고 문헌
- 소수서원 관련 고문서 - 국가유산청 국가유산포털